# Twana
Le twana, aussi appelé skokomish (sqʷuqʷúʔbəšq en twana), est une langue salish de la côte centrale qui était parlée par les Twana (sqʷuqʷúʔbəš) à l’est du Puget Sound dans l’État de Washington. Elle s’est éteinte en 1980.

## Écriture
| a | ä | b | c | c̓ | č | č̓  | d  | ə | g | gʷ | h | i | k | k̓ | kʷ | k̓ʷ | l   | l̓ | ɫ | ƛ |
| m | n | p | p̓ | q | q̓ | qʷ | q̓ʷ | s | š | t  | t̓ | u | w | w̓ | xʷ | x̌  | x̌ʷy | y̓ | ʔ |   |

## Sources
- (en) Gaberell Drachman, Twana phonology, Ohio State University, 1969 (lire en ligne)
- (de) Harald Haarmann, Lexikon der untergegangenen Sprachen, München, Beck, 2002 (ISBN 3406475965 et 9783406475962)
- (en) Skokomish Indian Tribe, « Tuwaduq sight words », 2020